# Just så-historier

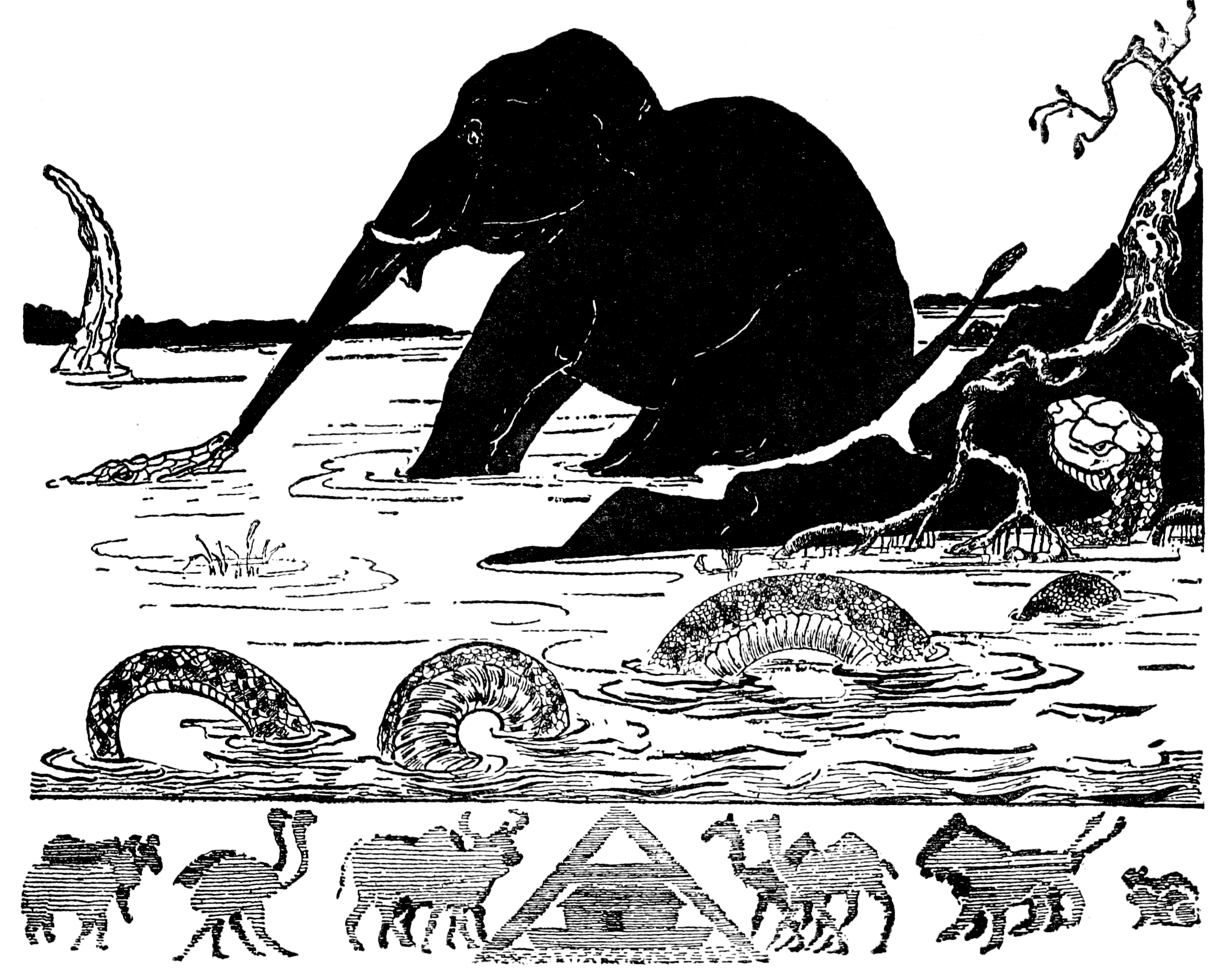
Hur elefanten fick sin snabel. Kipling "signerade" flera teckningar med en bild av en ark inuti bokstaven A. Det engelska uttalet blir ɑ:k eɪ, alltså samma som för Kiplings initialer R.K.

Just så-historier (originaltitel: Just So Stories for Little Children) är en samling berättelser för barn skrivna av den brittiske författaren Rudyard Kipling (1865-1936). Boken kom ut 1902 i Storbritannien och USA och översattes samma år till svenska.

## Historik
Rudyard Kipling skrev Just så-historierna på 1890-talet när han och hans familj bodde i USA, i delstaten Vermont. De tre första berättelserna publicerades i den amerikanska tidskriften St. Nicholas Magazine i slutet av 1897, en tidskrift som Kipling själv brukade läsa som barn. Det var också i St. Nicholas som berättelser ur Djungelboken först trycktes. Kiplings äldsta dotter Josephine dog 1899, sex år gammal. Följande år skrev han ner berättelser som han hade förberett för henne samt ytterligare några sagor. I flera av dessa historier figurerar flickan Taffimai och hennes pappa Tegumai. Det anses att Kipling här har tänkt på dottern Josephine. När historierna gavs ut i bokform 1902 hade han själv illustrerat dem med svartvita teckningar med utförliga beskrivningar av vad som syntes och inte syntes. I boken fanns också korta dikter som spann vidare på berättelsernas teman.
Just So Stories kom på svenska samma år, 1902, i en översättning av Hanny Flygare. 1953 utkom en ny översättning, av Britt G. Hallqvist. Båda versionerna har getts ut i flera upplagor. Berättelserna har också lockat många illustratörer att göra egna bilder till enskilda historier, i Sverige Birgitta Nordenskjöld, Jan Skiöld och Lars Klinting.
Hundra år efter publiceringen är Just så-historierna den mest lästa av Kiplings böcker för barn, även om karaktärerna i Djungelboken är mer kända tack vare flera filmatiseringar.

## Beskrivning

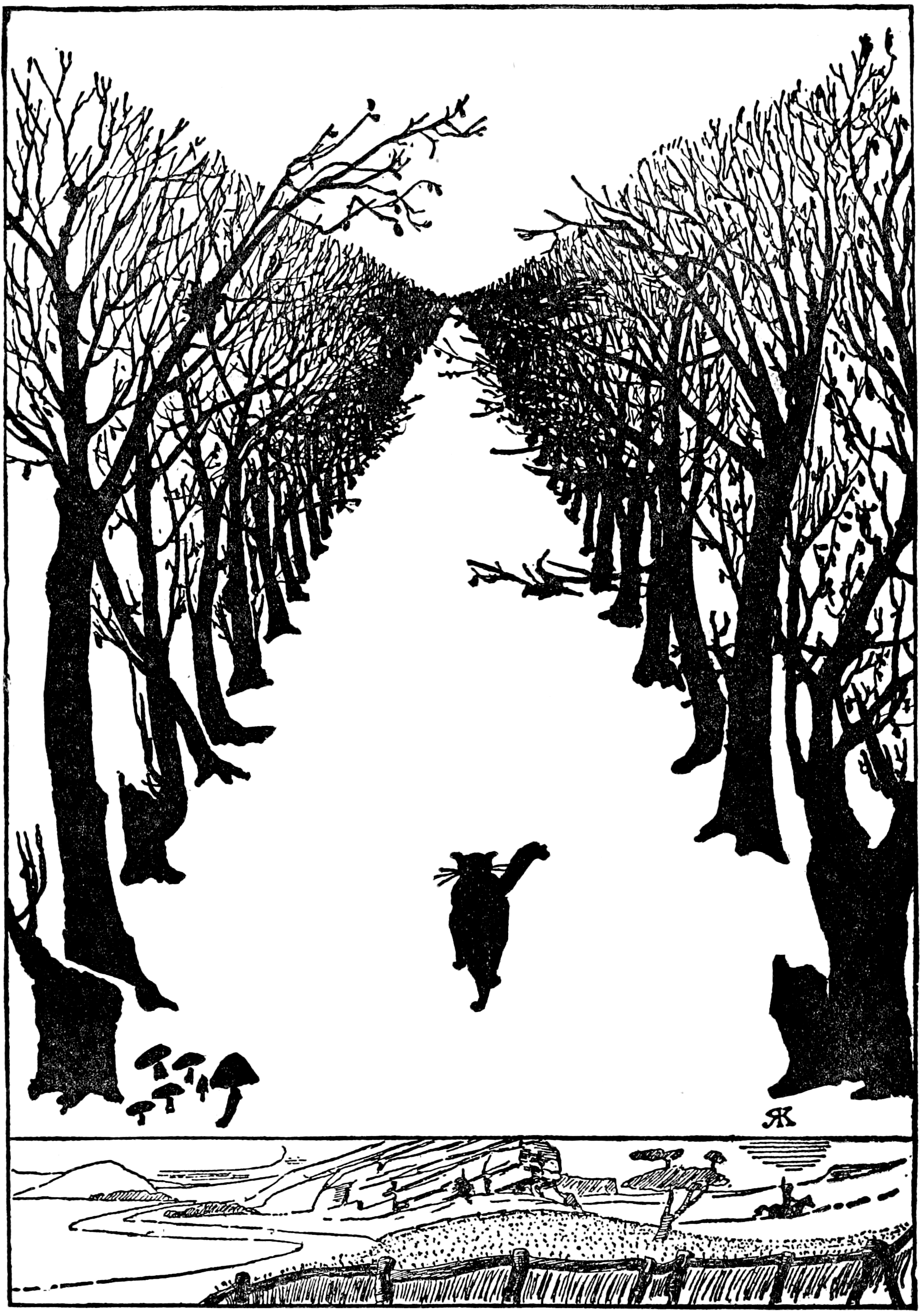
Katten som gick för sig själv, ill. av R. Kipling. "Under den riktiga tavlan är en tavla som föreställer den trevliga grotta, till vilken mannen och kvinnan flyttade sedan de fått sin lilla unge. Det var deras sommargrotta och de sådde vete utanför den. Mannen rider bort på hästen för att ta reda på kon och föra hem henne till mjölkning. Han lyfter handen och ropar på hunden som simmat över floden för att sätta efter några kaniner." (övers H. Flygare.)

Just så-historierna består av tolv fabler eller berättelser. En trettonde berättelse, The tabu tale, fanns inte med i originalupplagan men inkluderas ibland i senare upplagor. De sju första berättelserna är fabler som på ett lekfullt sätt ”förklarar” hur elefanten fick sin snabel, leoparden sina fläckar, kamelen sin puckel, valen sitt trånga svalg, noshörningen sin veckiga hud, hur kängurun blev som den blev och hur armadillen (bältdjuret) kom till. Det är förstås inga verkliga förklaringar utan enbart till för att roa, en sorts vänligt skämt med Darwins utvecklingslära. De övriga fem historierna handlar på samma sätt om hur skriftspråket uppstod, vad ebb och flod beror på och varför katten blev både självständig och sällskaplig. 
Historierna är avsedda att läsas högt. Kipling läste dem själv för sina egna barn, liksom för andra barn. ”The Just So Stories are a poor thing in print compared with the fun of hearing them told in Cousin Ruddy’s deep unhesitating voice”, säger författaren Angela Thirkell, född 1890 och nära släkt med Kipling. Berättaren riktar sig många gånger direkt till lyssnaren med tilltalet ”o min hjärtevän” (”O my Best Beloved”). Han använder klassiska stilmedel som upprepningar, rim, allitterationer, nonsensresonemang och fantasieggande ord, liksom detaljer som bara kan förstås av den vuxne. 
Bland inspirationskällor har nämnts klassiska fabler, folksagor, Tusen och en natt och amerikanska Uncle Remus-berättelser. ”Hur leoparden fick sina fläckar” kan ha inspirerats av Gamla testamentet, Jeremia 13:23, ”Kan nubiern ändra sin hudfärg eller leoparden sina fläckar?”.
Det har framförts att historierna präglas av äldre tiders värderingar vad gäller barnuppfostran och könsroller.